# Brillon

Brillon este o comună în departamentul Nord, Franța. În 1 ianuarie 2022 avea o populație de 764 de locuitori.